# リターンド・ソルジャー 正義執行人
『リターンド・ソルジャー 正義執行人』（リターンド・ソルジャー せいぎしっこうにん、原題：A Good Man）は、2014年にアメリカで製作されたアクション映画。テレビ放映題・配信題は、『沈黙の執行人』（ちんもくのしっこうにん）。

## キャスト
| 役名             | 俳優                     | 日本語吹替 |
| ---------------- | ------------------------ | ---------- |
| アレクサンダー   | スティーヴン・セガール   | 大塚明夫   |
| サーシャ         | ヴィクター・ウェブスター | 浜田賢二   |
| ミスター・チェン | ツィ・マー               | 玉野井直樹 |
| レナ             | ユリア・ベエルデス       | 浅野真澄   |
| ウラジミール     | クラウディウ・ブレオント | 松本大     |